# Czerwona plamistość liści truskawki

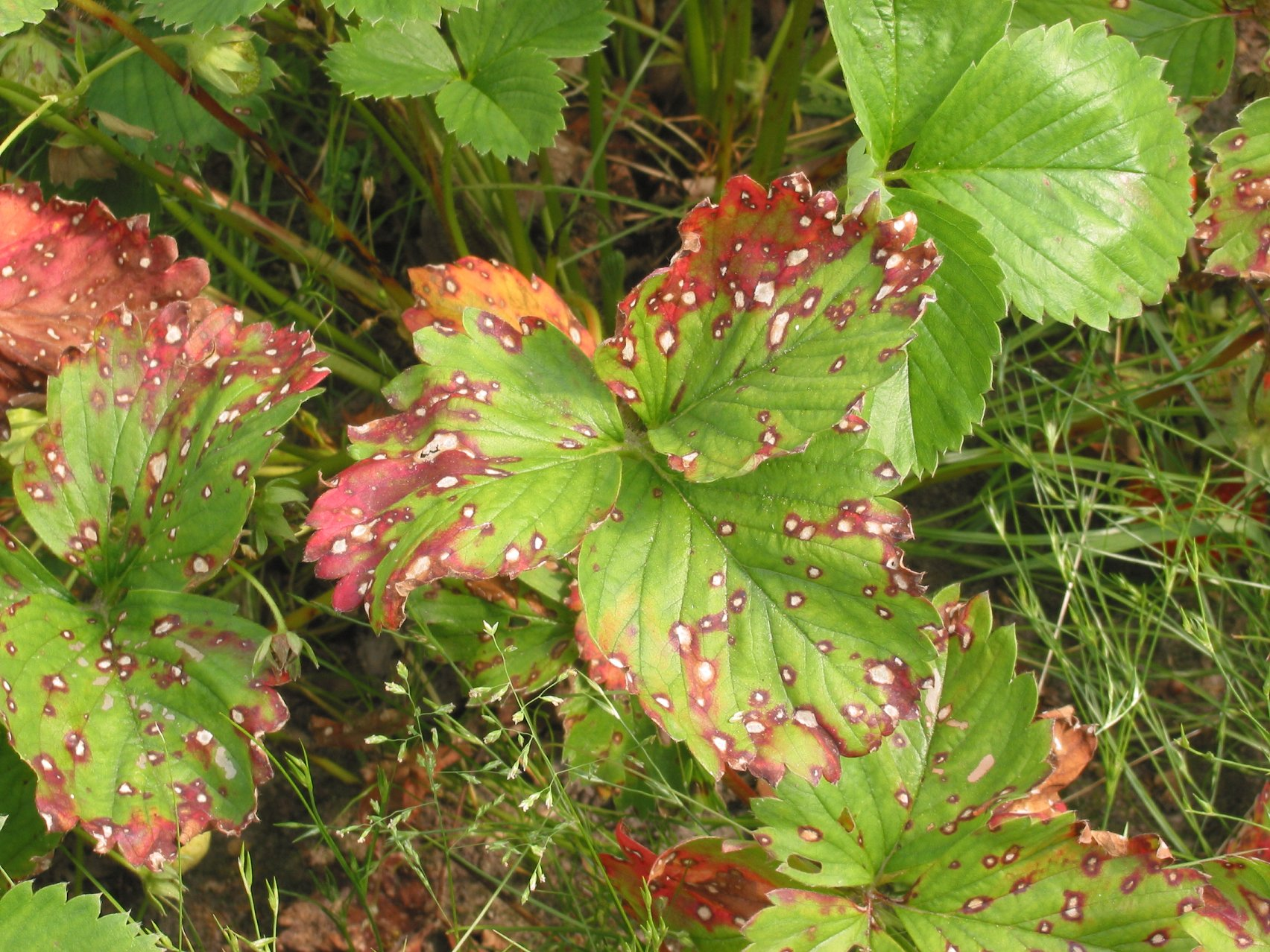

Czerwona plamistość liści truskawki (ang. leaf scorch of strawberry, leaf spot of strawberry) – grzybowa choroba roślin atakująca truskawki, wywołana przez Diplocarpon earlianum.

## Objawy i szkodliwość
W pierwszym roku uprawy truskawek choroba nie występuje, lub w niewielkim, nieistotnym stopniu. Rozwija się w latach następnych, czym starsza plantacja, tym silniejsze objawy choroby.
Objawy są bardzo podobne do wczesnych stadiów pospolitej białej plamistości liści truskawki wywołanej przez Ramularia grevilleana. Są to nieregularne, ciemnofioletowe plamy rozsiane na górnej powierzchni liści. Gdy plamy się powiększają, zaczynają wyglądać jak krople smoły. W rzeczywistości są to skupiska czarnych owocników (acerwulusów) grzyba. Środki plam pozostają fioletowe (w białej plamistości są białe) i brak wyraźnego rozgraniczenia barw. Przy ciężkim porażeniu obszary te łączą się, a tkanka między zmianami często przybiera kolor od fioletowego do jasnoczerwonego, zależnie od odmiany, temperatury lub innych czynników. Liście w końcu stają się brązowe, wysychają i zwijają się na brzegach, wskutek czego wyglądają jak przypalone. Mikroskopowe badanie morfologii acerwulusów i konidiów może pomóc odróżnieniu białej i czerwonej plamistości w tym zaawansowanym stadium choroby. Na górnych powierzchniach liści, w których występują uszkodzenia liści, acerwulusy są ciemne z błyszczącymi masami zarodników i ciemnymi apotecjami. Na ogonkach liściowych tworzą się wydłużone, zapadnięte plamy o barwie od fioletowej do brązowej. Gdy obejmą cały obwód ogonka, liść obumiera. Zakażeniu mogą ulec również rozłogi, szypułki owoców i owoce. Rośliny zostają osłabione, a liczba i żywotność koron zmniejszona. Porażone rośliny łatwo ulegają uszkodzenium mrozowym i są mniej odporne na suszę. Przy silnym porażeniu mogą obumierać kwiaty i owoce. Choroba powoduje zmniejszenie plonu w uprawach wieloletnich. Zmniejszenie plonu nie następuje na uprawach jednorocznych.
Objawy czerwonej plamistości liści truskawki mogą być mylone z objawami mączniaka prawdziwego truskawki wywoływanego przez Podosphaera aphanis. Choroba ta również powoduje zwijanie się krawędzi liści truskawki w górę i powstawanie fioletowych plam na liściach o różnej wielkości, od plamek do większych plam. Zwalczanie mączniaków prawdziwych znacznie się różni od zwalczania czerwonej plamistości, należy więc rozróżniać te choroby. Przy czerwonej plamistości truskawki acerwulusy są czarne z lśniącymi masami zarodników, brak też nalotu.

## Epidemiologia
Jedynymi żywicielami Diplocarpon earlianum są różne gatunki poziomek (Fragaria). Patogen ten może pojawić się na sadzonkach truskawek i rozwija się na nich, z każdym rokiem coraz bardziej. Wiosną i latem tworzy zarodniki na dolnej powierzchni porażonych i martwych już liści. Są one przenoszone przez wiatr i rozbryzgi deszczu. Rozwojowi choroby sprzyja wilgotna i ciepła pogoda. Optymalna temperatura do rozwoju patogenu to 20–30 °C, a odczyn pH 5-6. Czas zwilżenia wymagany do infekcji wynosi co najmniej 12 godz. Każdego roku powstaje jedno pokolenie askospor będących źródłem infekcji pierwotnych i kilka nakładających się na siebie pokoleń konidiów rozprzestrzeniających chorobę. Małe apotecja zwykle tworzą się na zainfekowanych liściach jesienią i wiosną wytwarzają askospory rozprzestrzeniane przez wiatr. Acerwulusy można znaleźć przez cały sezon w zmianach chorobowych lub na pozostałościach liści. Podczas suchej pogody mogą one przejść w stan uśpienia, ale gdy powracają wilgotne warunki, ponownie stają się aktywne i wytwarzają konidia zlepione śluzem. Rozprzestrzeniają one chorobę. Wyrastająca z nich grzybnia rozwija się w przestrzeniach międzykomórkowych rośliny, do jej komórek zapuszczając ssawki.
W amerykańskich źródłach za przyczynę czerwonej plamistości liści truskawki obok Diplocarpon earlianum podaje się także inny gatunek grzyba – Marssonina canadensis. Powoduje takie same objawy, gatunki te można odróżnić tylko mikroskopowym badaniem konidiów.

## Ochrona
Przy jednorocznej uprawie truskawek z rozsady problem z tą chorobą nie występuje. Przy wieloletniej uprawie truskawek należy sadzić je w przepisowych odstępach, by rośliny miały odpowiednią wentylację. W tym samym celu usuwać należy chwasty. Wiosną należy unikać nawożenia azotem, ponieważ może to nasilić chorobę. Ważne jest utrzymywanie stałej i odpowiedniej wilgotności gleby, a w czasie suszy nawadnianie. Należy unikać deszczowania, gdyż zroszenie liści umożliwia grzybom infekcję. Zaleca się nawadnianie kropelkowe. Po zbiorze owoców skosić liście i starannie usunąć je z plantacji, aby usunąć inokulum patogenów i opóźnić rozwój choroby jesienią. Skuteczne jest stosowanie odpowiednich, zarejestrowanych do zwalczania tej choroby w truskawkach fungicydów w okresie kwitnienia, latem i jesienią, po skoszeniu i wygrabieniu liści. Stosuje się je w odstępach od jednego do dwóch tygodni. Liczba aplikacji zależy od stopnia zaawansowania choroby w poprzednim roku oraz warunków wodnych podczas aplikacji. Przy dużej wilgotności powietrza zabiegi stosuje się częściej. Ważne jest stosowanie płodozmianu. Pomiędzy uprawami truskawki na tym samym polu stosuje się zmianowanie uprawiając inne rośliny, zwłaszcza kukurydzę lub rośliny strączkowe.
Istnieją kultywary o zwiększonej odporności na czerwoną plamistość liści truskawki.